# Ангелятко
«Ангеля́тко» — всеукраїнський дитячий розвивально-пізнавальний журнал для дошкільнят і молодших школярів. Виходить з вересня 2006 року.
«Ангелятко» — це добрі, веселі та цікаві казки, вірші, загадки, пісеньки. Журнал має на меті прищепити дитині любов до книжки, до читання загалом. Пізнавальні оповідки та інтелектуальні завдання у кожному номері дають знання про навколишній світ, розвивають логічне мислення, спостережливість, кмітливість. А іграшки-саморобки підштовхнуть дитину до творчості, бажання робити щось своїми руками.
Рубрики журналу «Ангелятко»:
- «Хочу знати»,
- «Розкажу тобі казку»,
- «Святе письмо»,
- «А чому?»,
- «Читаємо з мамою»,
- «Пісенька» тощо.

За підсумками Всеукраїнського конкурсу періодичних видань для дітей і юнацтва (Держкомтелерадіо) журнал «Ангелятко» у 2008 та 2010 визнавали найкращим  виданням для дітей в Україні.
Журнал призначений для дітей від 2 до 7 років.
Супутній журнал — «Ангеляткова наука».
З 2011 року редакція Країни Ангелят видає ще й 3-й журнал – «Розмальовки Ангелятка». Це 20 сторінок цікавих малюнків щомісяця, які допоможуть дітям у розвитку дрібної моторики, уваги, мислення, уяви, мовлення, логіки.